# 國農控股
國農控股有限公司，簡稱國農控股，前身為乾隆科技國際控股有限公司（英語：National Agricultural Holdings Limited，港交所除牌前：1236.HK），在1993年，由范平尹、楊元壽創立，从事金融领域信息技术产品的开发、生产和销售的業務，除了之外，還經營農村金融、農業生産資料貿易、商貿綜合體管理。主要品牌為「錢龍」。
在1999年12月7日於香港交易所創業板上市，當時代碼為8015.HK，後來在2011年8月29日，轉在主板上市。其中證券數據庫比重最多，現時由廖朝平為主席。總部位於上海市浦東南路855號世界廣場26樓，以及香港上環干諾道西3號億利商業大廈25樓A室，值得一提，趙金卿為獨立非常務董事，以及金輝集團為同一大廈住戶。
2013年11月13日河北省供銷合作總社實益及間接控制的百豪（香港）公司，宣布已完成對乾隆科技（1236）的全面現金收購要約。現時公司已合共持有乾隆科技54.73%股權。2019年11月22日，國農控股於香港交易所的上市地位被取消。

## 連結
- Qianlong.com.hk （页面存档备份，存于）